# Caraipa andina
Caraipa andina är en tvåhjärtbladig växtart som beskrevs av Aymard och L.M.Campb.. Caraipa andina ingår i släktet Caraipa och familjen Calophyllaceae. Inga underarter finns listade i Catalogue of Life.